# LC Csekö
Luiz Carlos Csekö (Salvador, 10 de fevereiro de 1945), também conhecido pelo nome artístico LC Csekö, é um compositor brasileiro de música erudita experimental. Com mais de cem obras compostas para ensembles, solistas e orquestra sinfônica, seu trabalho musical é marcado pelo uso de efeitos cênicos e multimeios em suas performances, que enfatizam as relações entre luz, imagem, som e cena, com todos os elementos precisamente escritos em suas partituras.

## Biografia
Luiz Carlos Csekö nasceu em 1945, em Salvador, na Bahia. Iniciou seus estudos de música ainda em sua cidade natal, como instrumentista de sopros, em 1962. Estudou trompete com o professor Horst Schwebel e, mais tarde, com Carlos Veiga. Durante esse período inicial de seus estudos, também aprendeu a tocar trompa. Csekö transferiu-se para Brasília em 1968, cidade na qual concluiu bacharelado em composição pela Universidade de Brasília em 1970, sob orientação de Fernando Cerqueira, Nicolau Kokron-Yoo e Rinaldo Rossi.
Em 1972, Csekö mudou-se para os Estados Unidos, onde viveu por nove anos. Em 1980, obteve título de mestre em composição e educação musical pela Universidade do Colorado, em Boulder, pela Universidade de Columbia, em Nova Iorque, e pela Universidade de Minnesota. Durante esse período, Csekö trabalhou frequentemente no Columbia-Princeton Electronic Music Studio.
Após sua volta ao Brasil em 1981, Csekö  radicou-se no Rio de Janeiro, onde fundou e foi co-diretor do Núcleo de Música Experimental e Intermídia (NuMExI/RJ). Como educador, Csekö lecionou no Conservatório Brasileiro de Música, no Instituto Nacional de Música da Funarte e nos Seminários de Música da Pro Arte. Desenvolveu a Oficina de Linguagem Musical (OLM), projeto de pesquisa educacional de sua autoria voltado para a formação de crianças e adultos, tanto leigos quanto especializados. 
Desde 1988, Csekö já dirigiu 34 edições de sua série de concertos Interfaces, na qual suas peças são apresentadas pelo Ensemble Batucadanárqica. Atualmente, ele também atua como coordenador e compositor residente do grupo musical Pan Ensemble, formado no Rio de Janeiro, em 2013.[carece de fontes?] Como reconhecimento do mérito artístico de sua obra, Csekö foi convidado a realizar Doutorado por Tese pelo Programa de Pós Graduação em Música (PPGM) da Universidade Federal do Estado do Rio de Janeiro (UNIRIO) e formou-se Doutor em Música pela instituição em 2017. Desde 2017, as partituras de suas obras vem sendo digitalizadas e arquivadas em uma coleção própria pelo Centro de Integração, Documentação e Difusão Cultural (CIDDIC), da Unicamp, que pretende organizar um acervo do repertório produzido por compositores brasileiros dos séculos XX e XXI .

## Estilo musical
De acordo com Csekö, suas composições são influenciadas pela música de compositores eruditos como Johann Sebastian Bach, Igor Stravinsky, Heitor Villa-Lobos, John Cage e Karlheinz Stockhausen, mas também de grandes nomes da música popular brasileira e estadunidense, como Ornette Coleman, Eric Dolphy, Jimi Hendrix, Luiz Gonzaga e Thelonious Monk.

## Principais obras

### Música orquestral
- Cortex - Secções transversais[5]
- Fimbrias (para orquestra de cordas e sopros)[5]
- Gradação (para orquestra de câmara)[5]
- Ambiência 2 (para grande orquestra sinfônica)[3]

### Música de câmara
- Canções do alheamento 5 (para percussão)[5]
- Canções dos dias vãos 1 (para flautim, flautas em dó e sol e três instrumentos de percussão)[5]
- Canções dos dias vãos 6 (para quinteto de metais)[5]
- Fragma (para quinteto de sopros)[5]

### Música instrumental
- Azul escuro (para clarineta e piano)[5]
- Songs of oblivion 14 (percussão e guitarra elétrica)[10]
- Couro de gato (para trombone baixo, trombone tenor e dois percussionistas)[1]
- Vermelho escuro (para marimba, clarineta e clarone)[11]
- Canções do alheamento 6" (para violoncelo)[1]

### Música vocal
- Brazil S/A extração de impostos (para barítono, narrador, ator e percussão)[5]
- Corda bamba (para barítono, berra-boi, apito de caça e reco-reco de metal)[5]
- Der epilog (para grande coro)[5]
- Vôo 001 (para voz feminina, voz masculina, piano, trombone e dois instrumentos de percussão)[5]
- Vórtice (para voz feminina, dois instrumentos de percussão, piano, clarineta e violoncelo)[5]
- Voz de ninguém (para coro misto a quatro vozes)[5]
- Noite do Catete 14 (para  voz feminina, violão, guitarra elétrica, clarineta baixo, piano e percussão)[12]

### Música instrumental comtapeeletrônico
- Canções dos dias vãos 7 (para quatro trompetes e amálgama eletroacústico)[5]
- Canções dos Dias Vãos 9 (para requinta, clarineta soprano, clarone e amálgama eletroacústico)[1]
- Sound (para voz feminina e amálgama eletroacústico)[1]
- Noite do Catete 1 (para violão e amálgama eletroacústico)[1]
- Noite do Catete 2 (para voz feminina e amálgama eletroacústico)[1]
- Noite do Catete 5 (para percussão e tape)[3]
- Noite do Catete 10 (para violino e amálgama eletroacústico)[13]
- Canções do alheamento 8 (para guitarra elétrica e amálgama eletroacústico)[1]

## Prêmios e obras encomendadas
- 1971 - Concurso Nacional de Composição, UFBA e Instituto Goethe[5]
- 1973 - Concurso Nacional de Composição, Sociedade Brasileira de Música Contemporânea e Instituto Goethe[5]
- 1976 - Concurso Nacional de Composição, MEC e UFBA[5]
- 2010 - Concurso Funarte de Composição[10]
- 2012 - Obra encomendada pela Funarte - Noite do Catete 10[13]
- 2016 - Prêmio Funarte de Composição Clássica[12]

## Discografia selecionada

### Aparece em
- 1996 - Estúdio da Glória - vários artistas (Faixa 6: Sound)[14]
- 2003 - Duos e trios contemporâneos: clarinete baixo, piano, percussão, violoncelo - vários artistas (Faixa 11: Canções dos dias vãos 5)[15]
- 2007 - Música Brasileira para Clarinete/Sax e Piano - Sarah Cohen e Paulo Passos (Faixa 8: Azul Escuro)
- 2014 - Música Contemporânea Brasileira para Clarinetes e Percussão - Joaquim Abreu e Paulo Passos (Faixa 7: Vermelho escuro)[11]

## Projeto sônico / trilha sonora
- 2011 - HU (documentário por Pedro Urano e Joana Traub Csekö)[carece de fontes?]